# Хашим II ибн Сурака
Хашим II ибн Сурака (род. неизвестно — 884, Дербент) — первый независимый от арабов эмир Дербента. В 869 году, воспользовавшись мятежом тюрков в центре Халифата, Хашим ибн Сурака добился независимого управления Дербентом. В честь него управлявшие Дербентом его последователи стали именоваться династией Хашимитов. Крупные феодалы тоже защищали дербентского правителя. Власть передавалась по наследству до 1075 года, когда в период правления ширваншаха Фарибурза I, Дербентский эмират полностью вошел в состав государства Ширваншахов.